# Miglustat
Miglustat, que es vendido bajo la marca Zavesca, es un medicamento que se usa para tratar la enfermedad de Gaucher tipo 1  y la enfermedad de Niemann-Pick tipo C.  El medicamento se toma por vía oral. 
Los efectos secundarios comunes incluyen pérdida de peso, temblores, diarrea, aumento de gases intestinales y dolor abdominal;  otros efectos secundarios pueden incluir neuropatía periférica y niveles bajos de plaquetas .  La seguridad de este medicamento durante el embarazo no está claro.  Es un inhibidor de la glucosilceramida sintasa . 
Miglustat fue aprobado para uso médico en Europa en 2002 y en Estados Unidos en 2003.   Está disponible como medicamento genérico .  En el Reino Unido, 4 semanas de medicación le cuestan al NHS alrededor de  3400 libras esterlinas en 2021.  Esta cantidad en Estados Unidos cuesta unos 23.000 dólares. 